# Armenia Inferior
Armenia Inferior of Klein-Armenië (ofwel Armenia Minor) (Armeens: Փոքր Հայք P'oqr Hayq) de naam van het Armeense Hoogland - het westelijke, relatief kleine grondgebied van het historische Armenië, het koninkrijk dat erin is gevormd. Het bestond vier eeuwen voor Christus, namelijk van 331 voor Christus tot 72 na Christus. Het ligt aan de westelijke kant van de rivier de Eufraat in Groot-Armenië, in het gebied ertussen, in het Antitavros-gebergte. Vroeger was het verdeeld in drie administratieve districten: Eerste Armenië, Tweede Armenië en Derde Armenië. Herodotus beschouwt Pact als een onafscheidelijk deel van Armenië, ten westen van de Eufraat, dat samenvalt met de 'Katpatuka' die wordt genoemd in de oude Perzische inscripties en de 'Kaputkogh' die wordt genoemd in oude Armeense bronnen, en later met het grondgebied van Klein-Armenië. Klein-Armenië was een van de oude perioden van vorming van het Armeense volk.

## Naam
Aan het einde van de 4e eeuw vr.Chr., met de ineenstorting van de Achaemenidische staat, verdween de satrapiestaat Armenië. Het werd opgedeeld in twee delen. Generaal Yervand omvatte het grootste deel van de Armeense Hooglanden, vandaar de naam "Groot-Armenië". Het grondgebied van generaal Mitraustes werd twee en een half keer afgestaan aan het koninkrijk Yervand, vandaar dat het bekend werd als "Klein-Armenië".
De naam "Klein-Armenië" komt ook voor in middeleeuwse teksten. De kruisvaarders noemden het de Armeense regering van Cilicië en toen ook het koninkrijk.

## Geografie
Het grondgebied van Klein-Armenië schommelde van tijd tot tijd in het bereik van 70-130 duizend vierkante kilometer. Tijdens de periode van macht, in de 3e eeuw vr.Chr. omvatte het de rechtervallei van het bovenste bekken van de westelijke Eufraat (nu Erzincan, Bayburt, Gyumushkhane), het hele bovenste middenbekken van de rivier de Gayl (Sivas, Giresun), het hele bovenste bekken van de Halis Rivier (Tokat, Ordu), de kustgebieden van de Zwarte Zee, van de moderne stad Batoemi tot de monding van de rivier de Gail (Artvin, Rize, Trabzon). De provincie Hamshen, die nog steeds wordt bewoond door Armeniërs, was bijna volledig opgenomen in Klein-Armenië.
De grenzen van de administratieve afdelingen van Klein-Armenia zijn zo vaak veranderd dat het onmogelijk is om hun exacte locatie te bepalen. Het had drie staten.
- Eerst Armenië. Het bevond zich in het midden van Pontus, Cappadocië. De hoofdstad was Caesarea. De steden Evdokia, Pisa, Nicopolis en Nius, Tsamndav-fort en Kizistra-fort bevonden zich in het gebied.
- Tweede Armenië. De belangrijkste stad was Sebastia. De steden Lasista, Avala, Turike-Akn bevinden zich in de staat.
- Derde Armenië. De belangrijkste stad was Malatya, een prominent militair-commercieel centrum in Centraal-Azië. De staat bestond uit de steden Samosat, Kesun, Bardzrberd, Rapan, Ulnia en Pehetni, Vardaher, Parzman, Kokison, Shahasp-forten.

## Geschiedenis
De eerste dynastieën op het grondgebied van de Armeense Hooglanden ontstonden in het 2e millennium vr.Chr. Een van hen was Hayasan (Khayasha, 16e eeuw voor Christus - 13e eeuw voor Christus), waarvan de naam "Armeens" zogenaamd is afgeleid. Deze stamvereniging was wijdverspreid in het westelijke deel van de hooglanden, aan de oevers van het Eufraatbekken. Een oude heidense mythe getuigt van de vestiging van Armeniërs aan de oevers van de zee, volgens welke Torq Angegh, die de vijand uit de bergen verdreef, de zee bereikte, rotsen scheurde en ze op drijvende schepen gooide. In de westelijke gebieden accepteerden sommige stammen de heerschappij van het Hettitische koninkrijk (Khati, 18e eeuw - 12e eeuw voor Christus). Ze waren: Tegaraman (het huis van Torgom, genoemd naar de vader van Hayk Nahapet), Melid, enz. Na het verlies van de Hettitische staat waren deze vakbonden soms semi-onafhankelijk en vielen ze onder de invloed van het Assyrische koninkrijk.

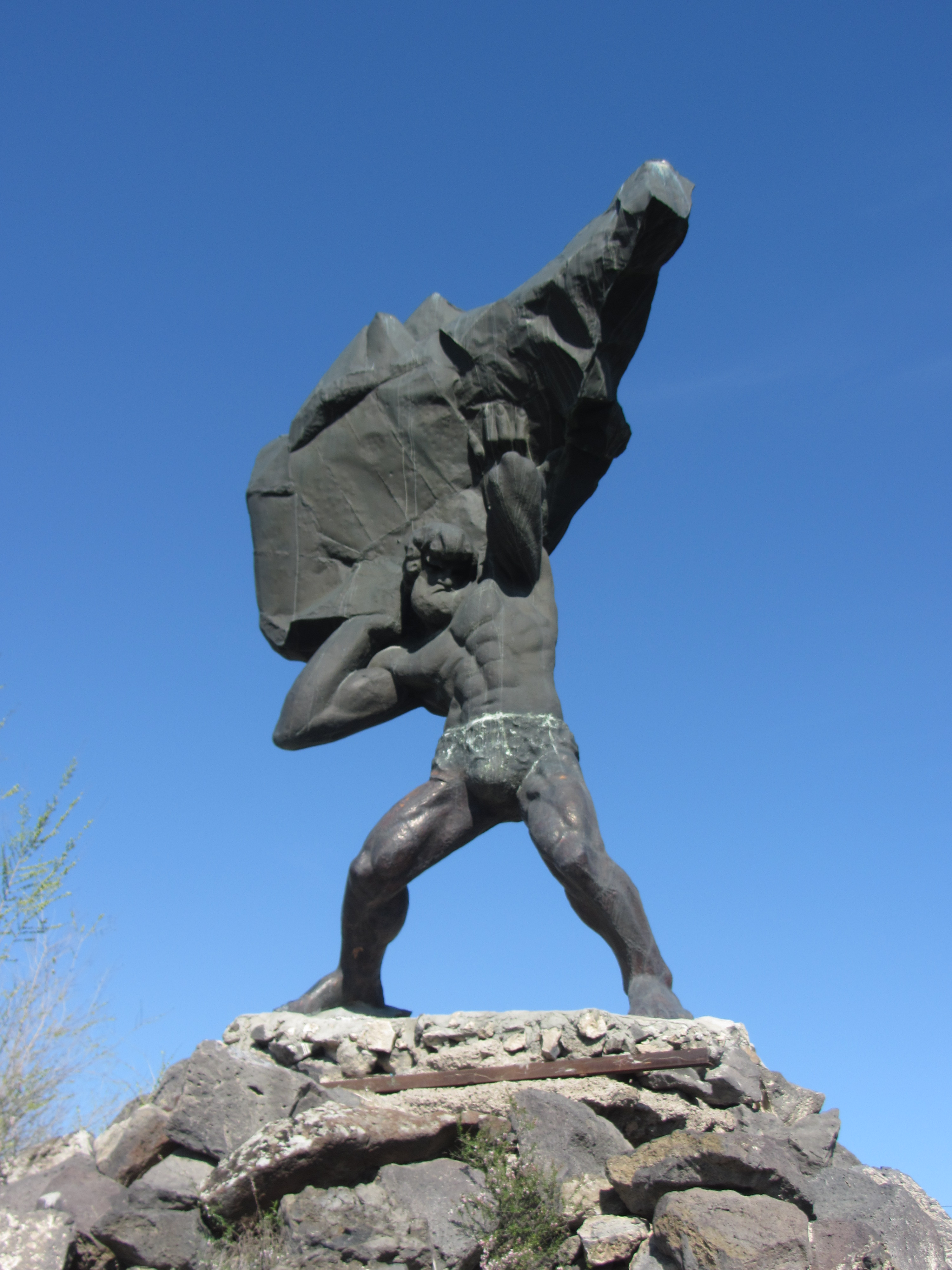
De standbeeld van Torq Angegh in Jerevan. De mythische halfgod-held, die de vijand uit de bergen verdreef, bereikte de Zwarte Zee, scheurde rotsen en gooide ze op schepen

In de 9e eeuw vr.Chr. ontstond de eerste staat van de Armeense Hooglanden, het Koninkrijk Van (Urartu), dat driehonderd jaar leefde. Oorspronkelijk omvatte het het gebied tussen het Van-meer en Kaputa, de geboorteplaats van de Uruatri-stamvereniging. Geleidelijk aan kracht winnen, waren de Urartiërs in staat om de gebieden van de Armeense stammen van de Eufraat tot de Araks te veroveren en vervolgens de landen ten westen van de Eufraat tijdelijk te onderwerpen. Tegelijkertijd begonnen de oude Grieken zich te vestigen aan de oevers van de Zwarte Zee, waarbij ze in verschillende "steden" vestigden -stadstaten. Tijdens de 7e eeuw vr.Chr. vielen de Scythen en Cimmeriërs het koninkrijk Van binnen. Deze laatste vestigden zich in gebieden ten westen van de rivier de Eufraat.
Aan het einde van de 7e eeuw vr.Chr. werden de voorwaarden geschapen voor de oprichting van de eerste Armeense staat. In 612 vr.Chr. voegden de troepen van Paruyr Nahapet zich bij de Babylonische legers van Mars en veroverden Nineveh, de hoofdstad van Assyrië. Later werd het koninkrijk Van verwoest. In de jaren 580 vestigde een van Paruyr's familieleden, Yervand, de eerste pan-Armeense staat met Van als hoofdstad. Het omvatte de hele Armeense Hooglanden, inclusief de landen ten westen van de Eufraat. Het werd al snel onderworpen aan Achaemenidisch Perzië (522 v.Chr. - 331 v.Chr.), De enige supermacht in Centraal-Azië en het hele Midden-Oosten.
In het midden van de 4e eeuw vr.Chr., toen de Achaemeniden verzwakten, ging koning Alexander de Grote van Macedonië erop uit om het te vernietigen. Hij lanceerde de "Oosterse Invasie", waarbij hij drie noodlottige veldslagen aan de vijand gaf. Aan de tweede, de Slag bij Gavgamela, namen twee Armeense legers deel, geleid door de satrapen Yervand (Oront) en Mitraustes (Mitra-Mihr). Na de mislukte voltooiing keerden de Armeense generaals terug naar hun vaderland en verklaarden zichzelf onafhankelijke koningen. Herodotus merkte op dat al in sinds 5e eeuw vr.Chr., de regio bewoond wordt door Armeniërs.

## Onafhankelijkheidsperiode
In 330 vr.Chr. riep Klein-Armenië, samen met verschillende andere kleine staten in Klein-Azië, zijn onafhankelijkheid uit. Het tijdperk van het hellenisme was begonnen in Centraal-Azië, waarbij de opkomende staten grotendeels de oud-Griekse cultuur volgden. Aanvankelijk omvatte het de bovenloop van de Eufraat, de boven- en middenloop van de rivieren Chorokh en Gayl, de bovenloop van de rivier de Halis, tussen Groot-Armenië, Cappadocië en Pontus. Het maakte deel uit van het oude land Hayasa. Klein-Armenië onderwierp de Chaldeeën en de Tiberiërs en verspreidde zich van het noorden naar de Noordzee. In 322 vr.Chr. probeerde Neoptlomeos, Klein-Armenië te annexeren bij het Grieks-Macedonische rijk. Na de slag bij Ipsos in 301 vr.Chr., kwam Klein-Armenië in opstand en werd onafhankelijk. Dit was al twee eeuwen het geval. De hoofdstad van de staat was Ani-Kamakh, de belangrijkste plaats van aanbidding van de oppergod van de heidense Armeniërs Aramazd. Deze nederzetting was vroeger het centrum van de Hayasa-stamvereniging.

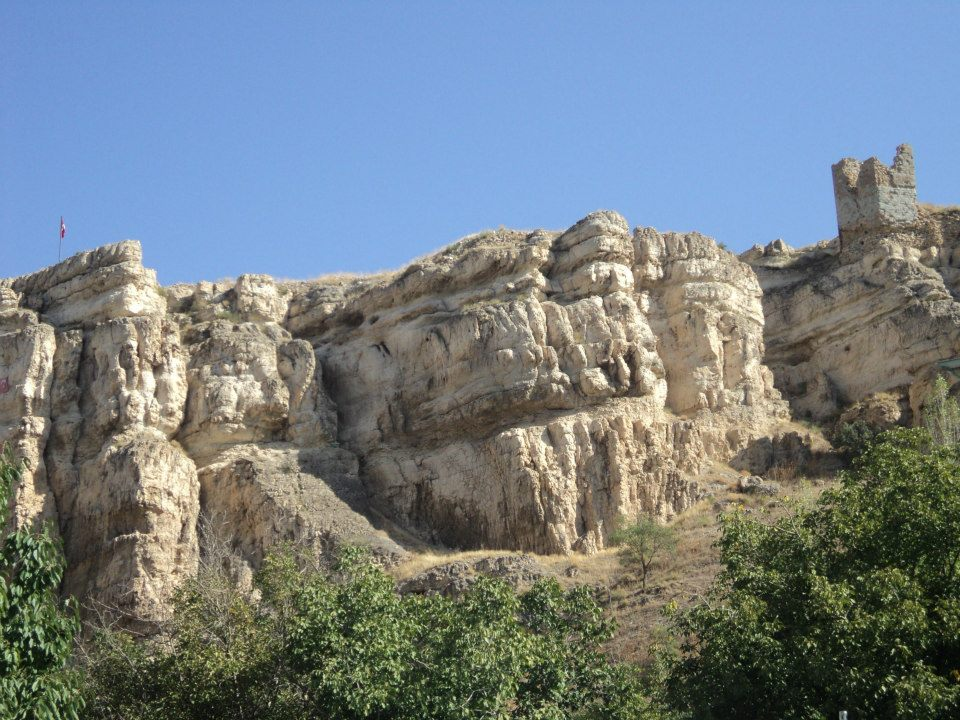
De ruïnes van Ani-Kamakh, de hoofdstad van Klein-Armenië, op een rots, vlak bij de stad Erzincan.

Het grondgebied van het koninkrijk Klein-Armenië was bergachtig. Het omvatte Karin en Derjan (later Bardzr Hayk). De vlaktes waren voornamelijk geconcentreerd in grote rivierdalen. De belangrijkste bezigheid van de bevolking was het fokken van vee, het fokken van schapen en het fokken van paarden. Later, toen twee Armeense koninkrijken zich scheidden van Groot-Armenië, Commagene en Tsopk, vestigde Klein-Armenië actieve economische banden met hen. Dit wordt verklaard door de wederzijds voordelige handel van deze landen via de rivier de Eufraat. Klein-Armenië was verbonden met de nieuw opgerichte Griekse staten Pontus en Cappadocië.
Aan het einde van de 3e eeuw vr.Chr. vielen de Seleuciden de Armeense Hooglanden binnen en onderwierpen ze Groot-Armenië, Klein-Armenië, Tsopk en Commagene. Er werd een aparte satrapie opgericht in Klein-Armenië en Mihrdat, de zoon van Antiochus III de Grote en de zuster van een Armeense edelman. Tien jaar later, bij de Slag om Magnesia in 190 vr.Chr. werd Antiochus III verslagen door Rome. Na dit incident herstelde de satraap van Klein-Armenië de onafhankelijkheid. Strabo merkte op dat Klein-Armenië altijd zijn eigen nationale prinsen of dynastieën heeft gehad, die vaak met hen verbonden waren in Armenië, maar vaak onafhankelijk daarvan hebben gehandeld. In 183 vr.Chr vielen Parnak, de koning van Pontus, en Mihrdat, de heerser van Klein-Armenië, Galatië en Cappadocië binnen, maar dat lukte niet. Later veroverden de Pontiërs de kusten van de Zwarte Zee. Koning Artashes I van Groot-Armenië, die van plan was Klein-Armenië te verenigen, droeg bij tot het herstel van zijn politieke onafhankelijkheid en de uitbreiding van zijn grenzen. Hij heroverde echter Karin en Derjan en liet Klein-Armenië achter in het gebied van het Pontische gebergte tot aan Cilicië.
Aan het einde van de 2e eeuw vr.Chr. adopteerde koning Antipater van Klein-Armenië Mihrdat, die uit Pontus was gevlucht. Omdat hij geen erfgenaam was, erfde de Armeense koning, die afstamde van de Yervanduni-dynastie, zijn koninkrijk van hem. In 115 vr.Chr. werd Mihrdat tot koning van Klein-Armenië gekroond en twee jaar later werd hij koning van heel Pontus. Zo sloot Klein-Armenië zich vreedzaam aan bij het koninkrijk Pontus en bleef er een halve eeuw voor de Mihrdat-oorlogen in.

## Buitenlandse overheersing

### Rome en Byzantium
Tijdens de Derde Mihrdatiaanse Oorlog in 73-71 vr.Chr. vielen de troepen van de Romeinse generaal Lucullus heel Pontus binnen, inclusief Klein-Armenië. In 68 vr.Chr. bevrijdde Mihrdat VI het. Twee jaar later stuurde Rome een gezant naar Gnaeus Pompeius. Hij versloeg de laatste onafhankelijke koning van Klein-Armenië, Mihrdat VI, en bouwde Nikopolis, de "stad van de overwinning". Kein-Armenië bestond, met enkele onderbrekingen, tot 72 n.Chr. als een vazalkoninkrijk van Rome. De vorsten werden aangesteld door verschillende vorsten: de koningen van Cappadocië Ariobarzan I (64 vr.Chr. - 63 vr.Chr.), Ariobarzan III (47 vr.Chr. - vr.Chr.). 44), de heerser van Galatië Deiotaros I (63 vr.Chr. - 47 vr.Chr., 44 vr.Chr. - 42 vr.Chr.), Castor (41 vr.Chr. - 36 vr.Chr.), Deiotaros II (36 vr.Chr. - 33 vr.Chr.), Ptolemaeus I, koning van Pontus (33 vr.Chr.) - 30 vr.Chr.).

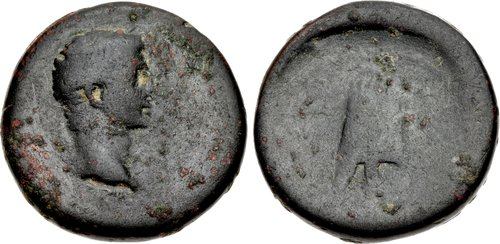
Munten geslagen door Zeno-Artaxerxes en Prins van Pontus, van Klein-Armenië en Groot-Armenië.

Tijdens het bewind van Artaxerxes II in Groot-Armenië nam de invloed van Parthië toe. Koning Mar Artavazd van Atropathene werd koning van Klein-Armenië (30 v.Chr. - 20 v.Chr.). Het succes van de feesten was van korte duur. De nieuw benoemde Romeinse keizer Octavianus Augustus herstelde de grenzen van het rijk en benoemde hem tot koning van Klein-Armenië (20 v.Chr. - 17 n.Chr.).
In het jaar 1 werd de Artaxerxes-dynastie in Groot-Armenië onderbroken. Bijna een halve eeuw vochten Rome en Parthië voor de Armeense troon. Zeno was lange tijd de heerser van Groot-Armenië, die de zoon was van koning Polemon van Pontus en Klein-Armenië. De mensen hielden zo veel van hem dat ze hem "Artaxerxes" noemden, Zeno-Artaxerxes of "Artaxerxes III" (18-34). Het belangrijkste was de regering van Zeno's zoon Kotis (37-43), die ook de koning was van Groot-Armenië en Klein-Armenië.

Russisch icoon gewijd aan de 45 Armeense martelaren van Nikopolis.

De strijd om Armenië eindigde met de Romeins-Perzische oorlog (54-64). Tiridates Arshakuni, de broer van de Perzische sjah, gekozen door de Armeense Raad van Oudsten, werd de koning van Groot-Armenië. Aristobulus (55-72), een van de Fenicische vorsten, was tegelijkertijd de koning van Klein-Armenië. Rome erkende het bewind van Tiridates, maar in reactie daarop veranderde keizer Vespasianus enige tijd later, in 72, het koninkrijk Klein-Armenië in een Romeinse provincie in Cappadocië.
Aan het einde van de 3e eeuw scheidde Klein-Armenië zich af van Cappadocië als een aparte provincie en onderwierp het zich aan de Arshakuni's. Het was verdeeld in twee delen: Armenia Prima en Armenia Secunda. Later werden er lokale legioenen gevormd: Legio I Armeniaca en Legio II Armeniaca. Lokale christelijke gemeenschappen beginnen te bloeien. De geschiedenis kent de onbaatzuchtige strijd van de lokale bevolking voor het christendom, in het bijzonder de verhalen van de slachtoffers van Sebastia 40 en die van Nikopolis 45. Ze werden ingewijd door de Orthodoxe Kerk. Op het Concilie van Nicea in 325, werd het christendom tot een toegestane religie verklaard, en op het Concilie van Constantinopel in 381 werd een besluit genomen om van het christendom de officiële religie van Rome te maken. In 387 vond de eerste divisie van Armenië plaats. Vier Armeense staten werden gevormd binnen het Romeinse rijk, twee in Klein Armenië en twee in Groot-Armenië. In 395 werden deze administratieve eenheden op dezelfde manier geërfd door het Byzantijnse rijk.

## Turkse overheersing
Vanaf de tweede helft van de 11e eeuw werd Klein-Armenië veroverd door de Seltsjoek-Turkse veroveraars en vanaf de eerste helft van de 15e eeuw het Ottomaanse rijk. Sinds de 19e eeuw worden de inwoners van Klein-Armenië "West-Armeniërs" genoemd. Dit werd vooral duidelijk na de Russisch-Perzische oorlogen, toen Oost-Armenië werd geannexeerd bij het Russische rijk.
Aan het begin van de 20e eeuw bedroeg het aantal Armeniërs in Klein-Armenië (Sebastia en Trabzon vilayets) meer dan 350.000 en het aantal Griekssprekende inwoners was 400.000. In 1915, tijdens de Armeense genocide, werd Klein-Armenië van Armeniërs ontdaan.

## Galerij

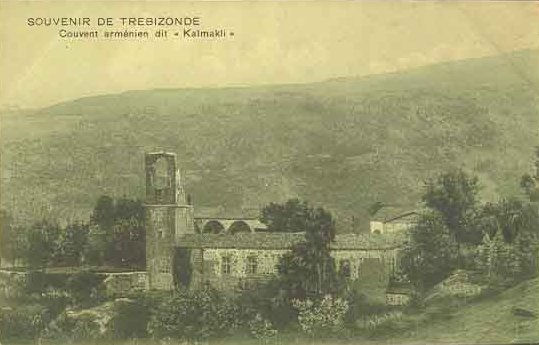
De Meestverlosser-klooster, Trabzon
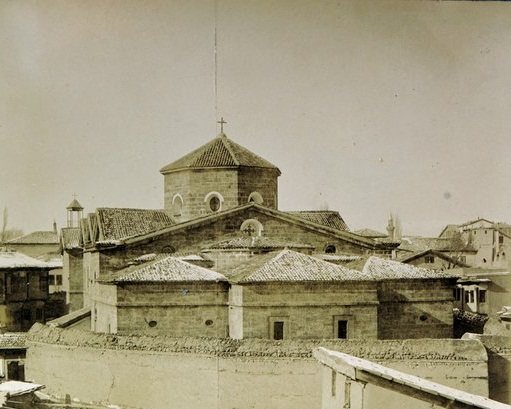
De St. Teken-klooster, Sebastia
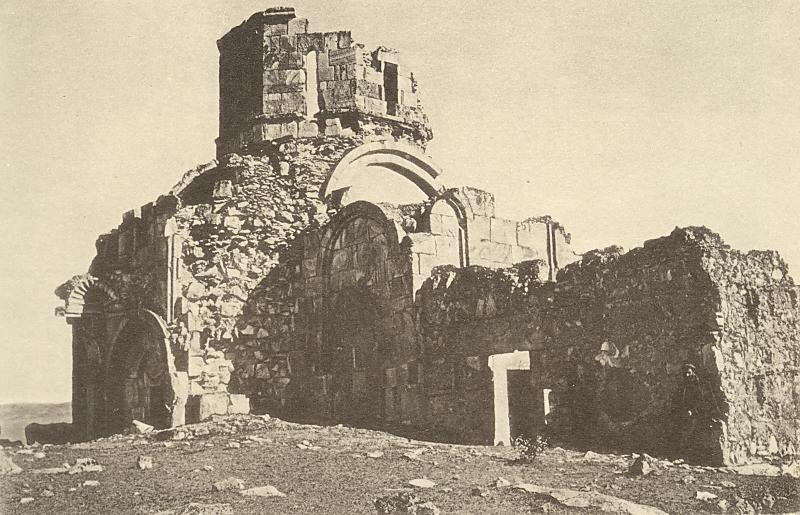
De Varzahan-klooster, Baberd

## Opmerkingen
- ՛՛Հայաստանի և հարակից շրջանների տեղանունների բառարանի՛՛,հատոր 5, ՛՛Տ-Ֆ՛՛, Երևան, 2001 թվական, էջ 277
- ↑ Հայագիտական հետազոտությունների ինստիտուտ, Երվանդունիների (Հայկազյան) թագավորությունը
- ↑ Армен Петросян. Арменоведческие исследования (Ереван 2014) . — стр. 108.
- ↑ "Kingdom of Greater Armenia". Oxford University Press. Retrieved 20 November 2013.
- ↑ Հ. Գ. Ժամկոչյան, Ա. Գ. Աբրահամյան, Ս. Տ. Մելիք-Բախշյան, Ս. Պ. Պողոսյան «Հայ ժողովրդի պատմություն. սկզբից մինչև XVIII դարի վերջ», էջ 106
- ↑ "Landmarks in Armenian history". Internet Archive. Retrieved June 22, 2010. "1080 A.D. Rhupen, cousin of the Bagratonian kings, sets up on Mount Taurus (overlooking the Mediterranean Sea) the kingdom of New Armenia which lasts 300 years."
- ↑ Армения Малая // Ангола — Барзас. — М. : Советская энциклопедия, 1970. — (Большая советская энциклопедия : [в 30 т.] / гл. ред. А. М. Прохоров ; 1969—1978, т. 2).
- ↑ Լեո, Երկերի ժողովածու, առաջին հատոր, էջ 167
- ↑ Սարգիս Պետրոսյան, Հին Թրակյան էթնիկ տարրը հնագույն Վանանդում
- ↑ Հ. Գ. Ժամկոչյան, Ա. Գ. Աբրահամյան, Ս. Տ. Մելիք-Բախշյան, Ս. Պ. Պողոսյան «Հայ ժողովրդի պատմություն. սկզբից մինչև XVIII դարի վերջ», էջ 100-101
- ↑ Աշոտ Մելքոնյան, Հայոց պատմություն, էջ 17
- ↑ Արեւմտահայաստանի եւ Արեւմտահայութեան Հարցերու Ուսումնասիրութեան Կեդրոն, Փոքր Հայք
- ↑ Հ. Գ. Ժամկոչյան, Ա. Գ. Աբրահամյան, Ս. Տ. Մելիք-Բախշյան, Ս. Պ. Պողոսյան «Հայ ժողովրդի պատմություն. սկզբից մինչև XVIII դարի վերջ», էջ 107
- ↑ Claude Mutafian et Éric Van Lauwe, Atlas historique de l'Arménie, Autrement, coll. « Atlas / Mémoires », 2005 ([[Սպասարկող:Գրքայինաղբյուրները/9782746701007|ISBN 978-2746701007]]), p. 24.
- ↑ Gérard Dédéyan (dir.), Histoire du peuple arménien, Toulouse, Éd. Privat, 2007 (1re éd. 1982), 991 p. [détail de l’édition] ([[Սպասարկող:Գրքայինաղբյուրները/9782708968745|ISBN 978-2-7089-6874-5]]), p. 133
- ↑ Peter Edmund Laurent (1830). An Introduction to the Study of Ancient Geography. With copious indexes. Oxford: Henry Slatter. p. 234.
- ↑ Annuario Pontificio 2013 (Libreria Editrice Vaticana 2013 [[Սպասարկող:Գրքայինաղբյուրները/9788820990701|ISBN 978-88-209-9070-1]]), "Sedi titolari", pp. 819–1013
- ↑ Timothy C. Dowling Russia at War: From the Mongol Conquest to Afghanistan, Chechnya, and Beyond pp 729 ABC-CLIO, 2 dec. 2014 [[Սպասարկող:Գրքայինաղբյուրները/1598849484|ISBN 1598849484]]
- ↑ James Bryce Bryce (Viscount), Arnold Toynbee, The Treatment of Armenians in the Ottoman Empire, 1915-1916:
- ↑ Alexandris, Alexis (1999). "The Greek census of Anatolia and Thrace (1910–1912): a contribution to Ottoman Historical Demography". In Gondicas, Dimitri; Issawi, Charles (eds.). Ottoman Greeks in the age of nationalism: Politics, Economy and Society in the Nineteenth Century. Princeton, N.J.: Darwin. pp. 45–76.
- ↑ Alexandris 1999, էջեր. 71–2 states that the 1918 Ethnological Map Illustrating Hellenism in the Balkan Peninsula and Asia Minor, composed by Greek archaeologist Georgios Soteriades, was an instance of the usual practice of inflating the numbers of ethnic groups living in disputed territories in the Paris Peace conference.